# Natalie Bassingthwaighte
Natalie Bassingthwaighte (Wollongong, 1º settembre 1975) è una cantante, attrice e conduttrice televisiva australiana.

## Biografia
Nel 2003 ha iniziato a recitare nella soap opera Neighbours. Nel 2004 è diventata la cantante del gruppo elettropop Rogue Traders. Due anni dopo ha lasciato Neighbours.
Nel 2006 una sua cover di Don't Give Up cantata con Shannon Noll ha ottenuto molto successo in Australia.
Nel 2008 ha abbandonato i Rogue Traders per proseguire la carriera solista e l'anno seguente ha pubblicato il suo primo album in studio 1000 Stars, che contiene le hit Alive e Someday Soon.
Dal 2008 al 2010 ha condotto il programma televisivo So You Think You Can Dance Australia.
Nel 2011 è stata "giudice" di X-Factor Australia.
Ha recitato al cinema e in teatro, cimentandosi anche nel musical.

## Vita privata
Dal 1998 al 2000 è stata sposata con Graham Wilmott, uno chef di Wollongong. Si è poi fidanzata con Cameron McGlinchey; nel 2010 i due sono diventati genitori di una bambina e l'anno dopo si sono sposati, mentre nel 2013 è nato il loro secondogenito, un maschio. Nell'agosto 2023 la cantante si è separata e tre mesi dopo ha rivelato di avere una relazione con una donna.

## Discografia solista

### Album
- 2009 – 1000 Stars

### Singoli
- 2006 – Don't Give Up (con Shannon Noll)
- 2008 – Alive
- 2009 – Someday Soon
- 2009 – 1000 Stars
- 2010 – Love Like This